# Misericordia Calduch
Misericordia Calduch (1970) es una científica micóloga española. Estudió Ciencias biológicas en la Universidad de Barcelona, donde obtuvo su licenciatura en el año 1993.
Desarrolla actividades académicas en la Facultad de Medicina y Ciencias de la Salud, de la Universidad Rovira i Virgili, en Tarragona. Ha realizado estancias botánicas en Nigeria.

## Algunas publicaciones
- dania García, alberto m. Stchigel, josé Cano, misericordia Calduch, david l. Hawksworth, josep Guarro. 2006. Molecular phylogeny of Coniochaetales. Mycol Res 110 (11):19 PMID 17081739
- alberto m. Stchigel, josep Cano, andrew n. Miller, misericordia Calduch, josep Guarro. 2006. Corylomyces: a new genus of Sordariales from plant debris in France. Mycol Res 110 (11): 8 PMID 17071066 en línea Archivado el 5 de marzo de 2016 en Wayback Machine.
- ángel Mercado-Sierra, josepa Gené, misericordia Calduch, josep Guarro. 2004. Penzigomyces catalonicus, a new species of hyphomycetes from Spain. Mycologia 96 (2): 424-7 PMID 21148865
- ---------------------------, misericordia Calduch, josepa Gené, josep Guarro, gregorio Delgado. 2003. Digitomyces, a new genus of hyphomycetes with cheiroid conidia. Mycologia 95 (5): 860-4 PMID 21148993
- alberto m. Stchigel, misericordia Calduch, luís Zaror. 2002. A new species of Podospora from soil in Chile. Mycologia 94(3):554-8 PMID 21156527
- misericordia Calduch, josepa Gené, josep Guarro, ángel Mercado-Sierra, rafael f. Castañeda-Ruíz. 2002. Hyphomycetes from Nigerian rain forests. Mycologia 94(1): 127-35 PMID 21156484
- -------------------------, ---------------, -----------------, samir k. Abdullah. 2002. Janetia obovata and Stachybotryna excentrica, two new hyphomycetes from submerged plant material in Spain. Mycologia 94(2): 355-61 PMID 21156505
- -------------------------, ---------------, alberto m. Stchigel, josep Guarro. 2002. New species of Dictyochaetopsis and Paraceratocladium from Brazil. Mycologia 94(6): 1071-7 PMID 21156579

## Honores
Miembro
- Institución Catalana de Historia Natural, actualmente una filial del Institut d'Estudis Catalans

## Eponimia
- (Brassicaceae) Biscutella calduchii (O.Bolòs & Masclans) Mateo & M.B.Crespo[2]
- (Lamiaceae) Sideritis calduchii Cirujano, Roselló, Peris & Stübing[3]
- La abreviatura «M.Calduch» se emplea para indicar a Misericordia Calduch como autoridad en la descripción y clasificación científica de los vegetales.[4]